# Фадеев, Валентин Викторович
Валенти́н Ви́кторович Фаде́ев (род. 26 февраля 1973 года, гор. Москва) — российский учёный-медик, практикующий врач, специалист в области клинической эндокринологии. Автор более 250 научных статей и нескольких книг, посвящённых патологиям щитовидной железы и надпочечников. Директор клиники эндокринологии Первого МГМУ имени И. М. Сеченова. Член-корреспондент РАН (2016). Лауреат премии Правительства Российской Федерации в области образования (2021).

## Биография
Родился в Москве в 1973 году.
В 1990 году — окончил школу № 2059 (её прежние номера: № 1219, № 50) гор. Москвы с углублённым изучением немецкого языка.
В 1996 году — с отличием окончил лечебный факультет Московской медицинской академии (ММА, ныне Первый МГМУ) имени И. М. Сеченова, специальность «лечебное дело». В 1995—1996 гг. учился на медицинском факультете Марбургского университета (Германия).
Затем обучался в клинической ординатуре и аспирантуре, а в 1999 г. — защитил кандидатскую диссертацию «Первичная хроническая надпочечниковая недостаточность: этиологическая диагностика и заместительная терапия» под руководством проф. Г. А. Мельниченко.
С 1999 года — работает на кафедре эндокринологии лечебного факультета ММА имени И. М. Сеченова, где прошёл путь от ассистента до профессора кафедры (с 2006 г.).
В 2004 году — защитил докторскую диссертацию: «Аутоиммунные и йододефицитные заболевания щитовидной железы в регионе лёгкого йодного дефицита».
В 2009 году — присвоено звание профессора по кафедре эндокринологии.
С 2007 по 2013 годы — заместитель директора по научной работе Эндокринологического научного центра (ныне НМИЦ эндокринологии Минздрава России).
С 2013 года — по инициативе академика И. И. Дедова занимает должность заведующего кафедрой и директора клиники эндокринологии Первого МГМУ им. И. М. Сеченова.
В январе 2016 года — присвоено почётное учёное звание профессора РАН.
В октябре 2016 года — избран членом-корреспондентом РАН по Отделению медицинских наук.
В сентябре 2021 года — присуждена премия Правительства Российской Федерации 2021 года в области образования за учебник «Эндокринология»

## Научная деятельность
Основные научные исследования В. В. Фадеева посвящены патологии щитовидной железы и надпочечников. Разработаны концепции естественного патоморфоза заболеваний щитовидной железы в регионе легкого йодного дефицита от диффузного эутиреоидного зоба до функциональной автономии с развитием тиреотоксикоза; впервые проведены исследования динамики функции щитовидной железы у беременных, которые легли в основу национальных клинических рекомендаций. Впервые изучены иммунологические основы патогенеза надпочечниковой недостаточности, определены антитела к Р450с21 коры надпочечников, описана типичная для русской популяции мутация в гене AIRE, характерная для аутоиммунного полигландулярного синдрома типа 1. Разработаны национальные рекомендации по узловому зобу и раку щитовидной железы, гипотиреозу, тиреотоксикозу, аутоиммунному тиреоидиту и эндокринной орбитопатии.
В. В. Фадеев — автор более 250 научных трудов, включая 8 монографий.
- Дедов И. И., Фадеев В. В. Введение в диабетологию. Руководство для врачей. — М., «Берег». — 1998.
- Дедов И. И., Фадеев В. В., Мельниченко Г. А. Недостаточность надпочечников. — М., «Знание-М», 2002—320 с.
- Фадеев В. В., Гитель Е. П., Мельниченко Г. А. Суточная динамика секреции адренокортикотропного гормона в оценке адекватности заместительной терапии первичной хро-нической надпочечниковой недостаточности. // Пробл. Эндокринол. — 2000 — Т. 46, № 3. — С. 20 — 24.
- Cihakova D., Trebusak K., Heino M., Fadeyev V., Tiulpakov A., Battelino T., Tar A., Halasz Z., Blumel P., Tawfik S., Krohn K., Lebl J., Peterson P. Novel AIRE mutations and P450 cy-tochrome autoantibodies in central and eastern European patients with APECED. // Human mutation — 2001 — Vol. 18. — P. 225—232.
- Fadeyev V., Lesnikova S., Melnichenko G. Prevalence of thyroid disorders in pregnant women with mild iodine deficiency. // Gynecological Endocrinology — 2003 — Vol. 17. — P. 413—418.
- Фадеев В. В., Лесникова С. В., Мельниченко Г. А. Функциональное состояние щитовидной железы у беременных женщин в условиях легкого йодного дефицита. // Пробл. Эндокринол. — 2003 — № 6 — С. 23 — 28.
- Мельниченко Г. А., Фадеев В. В., Дедов И. И. Заболевания щитовидной железы во время беременности: диагностика, лечение, профилактика (пособие для врачей). — М., «ИнтелТек», 2003.
- Fadeyev V. V., Morgunova T. B., Sytsh J. P., Melnichenko G. A. TSH and thyroid hormones concentrations in patients with hypothyroidism receiving replacement therapy with L-thyroxine alone or in combination with L-triiodthyronine. // HORMONES — 2005 — Vol. 4, N2. — P. 101—107.
- Фадеев В. В. Заболевания щитовидной железы в регионе лёгкого йодного дефицита: эпидемиология, диагностика, лечение. — М.: Издательский дом Видар-М, 2005.
- Fadeyev V. V., Sytch J., Kalashnikov V., Rojtman A., Syrkin A., Melnichenko G. Levothy-roxine replacement therapy in patients with subclinical hypothyroidism and coronary artery disease. // Endocr Pract — 2006 — Vol. 12 — P. 5 — 17.
- Belaya Z. E., Melnichenko G. A., Rozhinskaya L. Y., Fadeev V. V., Alekseeva T. M., Dorofeeva O. K., Sasonova N. I., Kolesnikova G. S. Subclinical hyperthyroidism of variable etiology and its influence on bone in postmenopausal women. // Hormones (Athens) — 2007 — Vol. 6, N 1. — P. 62 — 70.
- Gombos Z., Hermann R., Kiviniemi M., Nejentsev S., Reimand K., Fadeyev V., Peterson P., Uibo R., Ilonen J. Analysis of extended human leukocyte antigen haplotype association with Addison’s disease in three populations. // Eur J Endocrinol — 2007 — Vol. 157 — P. 757—761.
- Fadeyev V. V., Morgunova T. B., Melnichenko G. A., Dedov I. I. Combined therapy with L-Thyroxine and L-Triiodothyronine compared to L-Thyroxine alone in the treatment of primary hypothyroidism. // Hormones (Athens) — 2010 — Vol. 9 — P. 245—252.
- Sviridonova M. A., Fadeyev V. V., Sych Y. P., Melnichenko G. A. Clinical significance of TSH cir-cadian variability in patients with hypothyroidism. // Endocr Res. — 2013 — Vol. 38, N1 — P. 24-31.
- Wiersinga W., Duntas L., Fadeyev V., Nygaard B., Vanderpumpe M. P. J. The Use of L-T4 + L-T3 in the Treatment of Hypothyroidism. // Eur. Thyroid J — 2012 — Vol. 1. — P. 55 —
- Виноградская О. И., Липатов Д. В., Фадеев В. В. Эффективность пульс-терапии метилпреднизолоном при лечении эндокринной офтальмопа-тии. // Клиническая и экспериментальная тиреоидология — 2012 — № 4 — С. 47 — 52.
- Боброва Е. И., Фадеев В. В., Сотников В. М., и др. Морфофункциональные нарушения щитовидной железы после лучевой терапии опухолевых заболеваний. // Клиническая и экспериментальная тиреоидология — 2014 — № 3 — С. 44 — 51.
- Chagay N.B., Fadeyev V.V., Melnichenko G.A., et al. Test with 5 mcg ACTH for Diagnosis of Non-classic Congenital Adrenal Hyperplasia// J Steroids Horm Sci — 2016 — Vol. 7, N 3 (DOI: 10.4172/2157-7536.1000181).
- Белая Ж. Е., Малыгина А. А., Гребенникова Т. А., Ильин А. В., Рожинская Л. Я., Фадеев В. В., Мельниченко Г. А., Дедов И. И. Диагностические возможности исследования кортизола слюны в ходе малой пробы с дексаметазоном // Ожирение и метаболизм — 2020 — Т.17, № 1 — С. 13-21 (DOI:10.14341/omet10117)
- Sych Y.P., Fadeev V.V., Fisenko E.P., Kalashnikova M.F. Reproducibility and Interobserver Agreement of Different Thyroid Imaging and Reporting Data Systems (TIRADS) // Eur Thyroid Journal — 2021 — 10 — P. 161—167 (DOI:10.1159/000508959)
- Fadeev V., Belaya Z., Golounina O., et al. Clinical course and outcome of patients with ACTH-dependent Cushing’s syndrome infected with novel coronavirus disease-19 (COVID-19): case presentations // Endocrine — 2021 — Vol. 72, № 1 — P. 12-19 (DOI:10.1007/s12020-021-02674-5)
- Berkovskaya M.A., Sych Y.P., Gurova O.Yu., Fadeev V.V. Significance of intestinal microbiota in implementing metabolic effects of bariatric surgery // Russian Open Medical Journal — 2021 — Vol. 10 — e0112 (DOI:10.15275/rusomj.2015.0101)
- Голоунина О. О., Белая Ж. Е., Рожинская Л. Я., Марова Е. И., Пикунов М. Ю., Хандаева П. М., Арапова С. Д., Дзеранова Л. К., Кузнецов Н. С., Фадеев В. В., Мельниченко Г. А., Дедов И. И. Клинико-лабораторная характеристика и результаты лечения пациентов с АКТГ-продуцирующими нейроэндокринными опухолями различной локализации // Терапевтический архив — 2021 — Т.93, № 10 — С. 1171—1178 (DOI:10.26442/00403660.2021.10.201102)

Соавтор учебника по эндокринологии для студентов медицинских вузов:
- Дедов И. И., Мельниченко Г. А., Фадеев В. В., Эндокринология. Учебник, изд-во ГЭОТАР-Медиа, 416 с. (3-е издание 2015 г.) ISBN	978-5-4235-0159-4.

Индекс Хирша — 34 (по данным РИНЦ на 2021 год).
Член редколлегий реферируемых журналов: «Thyroid», «European Thyroid Journal», «Проблемы эндокринологии», «Клиническая и экспериментальная тиреоидология», главный редактор журнала «Клинические обзоры в эндокринологии». Председатель Московской городской ассоциации эндокринологов (МАЭ), член правления Российской ассоциации эндокринологов (РАЭ), председатель секции по заболеваниям щитовидной железы, а также член Европейского эндокринологического общества (ESE) и Европейской тиреоидной ассоциации (ЕТА). Член Комиссии по борьбе с лженаукой РАН.
Обладатель грантов президента РФ для поддержки молодых докторов наук (в 2005 и 2009 гг.).

## Семья
- Отец — Фадеев Виктор Валентинович (1942—1997), подполковник, выпускник академии Ракетных войск им. Дзержинского;
- Мать — Фадеева (Кочанова) Валентина Максимовна (1943—2020);
- Дед — Фадеев Валентин Илларионович (1923—1990), генерал-лейтенант, участник Великой Отечественной войны, командир космодрома Байконур в 1973—1979 гг., лауреат Государственной премии СССР;